# Garnett Weston
Pour les articles homonymes, voir Weston.
Garnett Weston est un scénariste canadien, né le 27 juin 1890 à Toronto (Canada) et mort en octobre 1980.

## Filmographie
- 1927 : The Yankee Clipper
- 1929 : A Romance of Seville
- 1929 : The Flying Scotsman
- 1929 : The American Prisoner
- 1929 : The Lady from the Sea
- 1931 : The Viking
- 1932 : Les Morts-vivants
- 1934 : The Ninth Guest
- 1934 : La Parade du rire (film, 1934) (The Old Fashioned Way)
- 1934 : Une riche affaire (It's a Gift)
- 1935 : Nevada
- 1937 : The Mill on the Floss
- 1937 : Partners in Crime (en)
- 1937 : La Fille de Shangaï (Daughter of Shanghai)
- 1938 : Bulldog Drummond in Africa
- 1939 : Bulldog Drummond's Secret Police
- 1939 : Bulldog Drummond's Bride
- 1940 : Police-secours (Emergency Squad)
- 1940 : Opened by Mistake
- 1940 : The Crooked Road
- 1941 : The Great Train Robbery